# Sorin Moisă
Sorin Moisă, né le 7 janvier 1976 à Piatra Neamț, est un homme politique roumain.

### Carrière politique
Il est élu député européen en 2014.
En novembre 2017, il quitte le Parti social-démocrate (PSD) et le groupe Alliance progressiste des socialistes et démocrates au Parlement européen. D'après lui, le PSD a « déterré, réactive et adapté au contexte actuel de la Roumanie une partie des réflexes longuement cultivés durant les années nationales-communistes » et ne propose pas « du patriotisme, mais du nationalisme de type polonais ou hongrois, frustré, stérilement opposé à Bruxelles et socialement conservateur ». Il reproche par ailleurs au dirigeant du PSD, Liviu Dragnea, son manque d’empathie à la suite de l'incendie de la discothèque Colectiv en octobre 2015.
Après avoir intégré les rangs des non-inscrits durant quelques jours (du 22 au 28 novembre 2017), il rejoint le groupe du Parti populaire européen.